# Cantando bajo la lluvia
Cantando bajo la lluvia (título original: Singin' in the Rain) es una película musical de 1952 dirigida por Gene Kelly y Stanley Donen. Está protagonizada por Gene Kelly, Donald O'Connor y Debbie Reynolds. Hecha siguiendo los esquemas clásicos de la MGM, tiene su inspiración en todas las Melodías de Broadway que se realizaron en Hollywood en los años 20 coincidiendo con la aparición del cine sonoro.
La película fue un gran éxito gracias a sus escenas de baile, en especial la de Gene Kelly bajo la lluvia, cuando canta la canción que da título al filme. Se estrenó en abril y fue la película más taquillera durante ese mes y la décima de 1952. Está considerada como el mejor musical del cine estadounidense por el American Film Institute, e incluida por el mismo Instituto en su lista AFI's 100 años... 100 sonrisas en el puesto 16.

## Argumento
En 1927, las estrellas del cine mudo Don Lockwood y Lina Lamont asisten al estreno de su última película, «The Royal Rascal» (El bribón real). El estudio de cine «Monumental Pictures» fomenta los rumores de un romance entre Don y Lina. A Don no le gustan los rumores y apenas tolera a Lina, pero Lina cree que Don la ama. En una entrevista en la alfombra roja, Don cuenta la historia de su ascenso al estrellato. Don dice que creció con una cultura y un alto nivel educativo, pero sus palabras se contradicen con flashbacks que muestran sus humildes raíces como músico bailarín, vaudeville y doble de riesgo, junto a su mejor amigo de la infancia, Cosmo Brown (canción «Fit as a Fiddle»).
Después del estreno, Don escapa de una multitud de fanáticos, saltando a un automóvil que pasa conducido por Kathy Selden. Kathy se sorprende por la presencia de Don, pero acepta llevarlo a la fiesta después del estreno. Afirma ser actriz de teatro y expresa desdén por la actuación cinematográfica, en particular por las actuaciones de Don. En la fiesta del estreno, Monumental Pictures CEO R. F. Simpson muestra una demostración de una imagen sonora. Sus invitados no están impresionados y asumen que las películas sonoras serán una moda. Se revela que Kathy es una corista contratada para actuar en la fiesta (canción «All I Do is Dream of You»). Furiosa por las burlas de Don, ella le arroja un pastel, pero él lo esquiva y el pastel golpea a Lina. Kathy huye antes de que Don pueda alcanzarla.
Tres semanas después, un enamorado Don busca a Kathy pero no puede encontrarla. Cosmo intenta animar a Don (canción «Make 'Em Laugh»). Lina revela que hizo arreglos para que despidieran a Kathy de su trabajo de corista. En el estudio, Cosmo encuentra a Kathy trabajando como extra en otra película de Monumental Pictures (canción «Beautiful Girl»). Kathy admite ser fan de Don, mientras que Don profesa sus sentimientos románticos por ella (canción «You Were Meant for Me»). 
Don y Kathy se enamoran. Al mismo tiempo, se ha producido un terremoto en la industria cinematográfica: el cine sonoro llega arrasando. El público quiere más y hay que reconvertir la última película de Lockwood y Lamont en un musical, lo que no sería un problema si no resultara que Lina Lamont tiene una horrible voz completamente inservible para el cine.
El estudio rival Warner Bros. estrena su primera película sonora, The Jazz Singer, con gran éxito. R. F. decide que no tiene otra opción que convertir la siguiente película de Lockwood y Lamont, The Dueling Cavalier, en una película sonora. Lina y Don toman lecciones de elocución como preparación (canción «Moses Supposes»). La producción está plagada de dificultades, sobre todo la voz estridente y aguda de Lina y la falta de familiaridad de los actores con la tecnología de grabación. Debido a múltiples complicaciones (incluidas las incómodas colocaciones de los micrófonos, la improvisación poco inspirada de Don y la desincronización del audio), la proyección previa de The Dueling Cavalier es un fracaso.
Después, Kathy y Cosmo sugieren que «The Dueling Cavalier» se convierta en un musical (canción «Good Morning»). Cosmo, inspirado por el error de sincronización de la película, sugiere que Kathy debería doblar la voz de Lina. Don acepta felizmente. Don lleva a Kathy a su casa y luego baila por su vecindario bajo la lluvia (canción «Singin' in the Rain»). Don y Cosmo presentan su idea a R. F., cambiando el título de la película a «The Dancing Cavalier» y agregando un recurso de encuadre moderno (canción «Broadway Melody»). R. F. aprueba, pero les dice que no informen a Lina sobre la participación de Kathy.
Después de enterarse de la verdad, una furiosa Lina irrumpe en una sesión de doblaje. Se enoja aún más después de que le digan que Don y Kathy están enamorados y que R. F. tiene la intención de darle a Kathy un crédito en pantalla y una gran acumulación de publicidad. Lina amenaza con demandar a R. F. a menos que se asegure de que Kathy no aparezca en los créditos y siga doblando a Lina durante el resto de sus carreras. R. F. acepta a regañadientes debido a una cláusula en el contrato de Lina que responsabiliza al estudio de la cobertura mediática positiva.
El estreno de The Dancing Cavalier es un éxito (canción «Would You»). Cuando el público clama para que Lina cante en vivo, Don, Cosmo y R. F. le dicen que haga playback en un micrófono mientras Kathy, ocultada detrás de la cortina, canta en un segundo micrófono. Mientras Lina está «cantando» (canción «Singin' in the Rain Reprise»), Don, Cosmo y R. F. abren la cortina, revelando la artimaña. Lina se siente humillada y huye. Kathy también intenta escapar, pero Don anuncia orgullosamente al público que Kathy es «la verdadera estrella» de la película (canción «You Are My Lucky Star»). Algún tiempo después, Kathy y Don se besan frente a un cartel publicitario de su nueva película, «Cantando bajo la lluvia».

## Producción
Arthur Freed, el jefe de la «Unidad Freed» en MGM responsable de los brillantes y glamorosos musicales del estudio, concibió la idea de una película basada en el catálogo anterior de canciones escritas por él y Nacio Herb Brown, y llamó a Betty Comden y Adolph Green de Nueva York para idear una historia para unir las canciones y escribir el guion. Comden y Green primero rechazaron la asignación, ya que su agente les había asegurado que su nuevo contrato con MGM requería que escribieran la letra de todas las canciones a menos que la partitura fuera de Irving Berlin, Cole Porter o Rodgers and Hammerstein. Después de dos semanas de espera, su nuevo agente, Irving «Swifty» Lazar, después de revisar el contrato, les dijo que la cláusula había sido completamente una invención de su agente anterior y que no había tal lenguaje en el contrato. Después de escuchar esto, Comden y Green comenzaron a trabajar en la historia y el guion.
Debido a que muchas de las canciones se habían escrito originalmente durante la época en que las películas mudas estaban dando paso a las «sonoras» y los musicales eran populares entre el público, a Comden y Green se les ocurrió la idea de que la historia debería estar ambientada durante ese período de transición en Hollywood. una época con la que estaban íntimamente familiarizados. Cuando se mencionó a Howard Keel como posible protagonista, intentaron idear una historia que involucrara a una estrella de películas del oeste que regresa como un vaquero cantante, pero siguieron gravitando hacia una historia sobre un héroe romántico intrépido con antecedentes de vodevil que sobrevive. la transición recurriendo a sus habilidades como hombre de canto y baile, una historia para la que Gene Kelly estaba bien preparado.
No se pudo acercar a Kelly en ese momento, ya que estaba profundamente inmerso en An American in Paris (1951), que estaba co-coreografiando con Stanley Donen y que protagonizaba. Comden y Green continuaron trabajando en el guion y, en ese momento, tenían tres aperturas posibles para la película: el estreno de una película muda, una entrevista en una revista con una estrella de Hollywood y una secuencia de estrella-conoce-chica, estrella-pierde-chica. Incapaces de decidir cuál usar o cómo proceder, acababan de decidir devolver su avance a MGM y admitir la derrota, cuando el esposo de Betty Comden llegó de Nueva York y sugirió que combinaran las tres aperturas en una sola. El guion con la apertura reescrita fue aprobado por Freed y por el jefe de producción de MGM, Dore Schary, quien recientemente había reemplazadoLuis B. Mayer.
Para entonces, se había completado el rodaje de An American in Paris, y Freed sugirió que se le diera a Kelly el guion para que lo leyera. Kelly y Donen respondieron con entusiasmo e inmediatamente se involucraron en la reescritura y los ajustes del guion. Comden, Green, Kelly y Donen eran todos viejos amigos y el proceso transcurrió sin problemas. Además de las canciones de Freed-Brown, Comden y Green contribuyeron con la letra de «Moses Supposes», que fue puesta en música por Roger Edens. Poco antes de que comenzara el rodaje, «La boda de la muñeca pintada», que Comden y Green habían «metido dolorosamente en el guión como una canción de ánimo», fue reemplazada por una nueva canción de Freed/Brown, «Make 'Em Laugh».
Después de que Comden y Green regresaron a Nueva York para trabajar en otros proyectos, recibieron la noticia de que se necesitaba una nueva canción para una secuencia de canciones de amor entre Kelly y Debbie Reynolds. El original había sido un popurrí de canciones y bailes que involucraba diferentes escenarios en diferentes escenarios de sonido en el lote del estudio, pero se les pidió una canción de amor romántica ambientada en un escenario de sonido vacío, y se necesitaba de inmediato. Comden y Green proporcionaron una escena así para «You Are My Lucky Star» y la enviaron a Hollywood.

### Primeros borradores
- En un borrador inicial del guion, Reynolds, O'Connor y Kelly iban a cantar el número musical «Singin' in the Rain», al salir de un restaurante después del avance fallido de The Dueling Cavalier, para celebrar la idea de convertir la película en un musical.[7]
- Kelly cantando «You Were Meant For Me» a Reynolds en un escenario de sonido vacío no se incluyó en ese borrador. El número se concibió originalmente como Kelly cantándole un popurrí de otras canciones mientras retozaban en varios sets de estudio.[7]
- Rita Moreno originalmente iba a haber cantado el papel principal en «I've Got a Feelin 'You're Foolin'» con otras coristas, pero esto terminó como parte del «Montaje de Beautiful Girl» sin ella.[7]

## Canciones
Cantando bajo la lluvia fue concebido originalmente por el productor de MGM Arthur Freed, el jefe de la «Unidad liberada» responsable de producir los lujosos musicales de MGM, como un vehículo para su catálogo de canciones escritas con Nacio Herb Brown para películas musicales anteriores de MGM del Período 1929-1939. Los guionistas Betty Comden y Adolph Green escribieron una canción completamente nueva, «Moses Supposes», con el director musical Roger Edens proporcionando la música.  Freed y Brown escribieron una nueva canción para la película, «Make 'Em Laugh».
Todas las canciones tienen letra de Freed y música de Brown a menos que se indique lo contrario. Algunas de las canciones, como «Broadway Rhythm», «Should I?», y especialmente «Singin' in the Rain», han aparecido en numerosas películas. Las películas enumeradas a continuación marcan la primera vez que se presentó cada canción en la pantalla.
- «Fit as a Fiddle (And Ready for Love)», publicado originalmente en 1932 con música de Al Hoffman y Al Goodhart, letra de Freed.
- «Temptation» (solo instrumental) de Going Hollywood (1933).
- «Todo lo que hago es soñar contigo» de Sadie McKee (1934).  El arreglo en «Singin' in the Rain» es una versión de la canción con tempo acelerado, optimista y con instrumentación completa. Por el contrario, la versión de «Sadie McKee» tiene un tempo más lento y aparece de forma rutinaria a lo largo de la película como una balada de amor acompañada de un ukelele solista. Una versión solo instrumental con orquestación completa también es parte del tema de apertura y cierre de la película. Chico Marx también tocó una versión instrumental en el piano en la película de 1935 de los hermanos Marx A Night at the Opera .
- «Cantando bajo la lluvia» de The Hollywood Revue de 1929 (1929). La actuación de Kelly en la canción ahora se considera icónica.
- «Make 'Em Laugh», es considerada una canción original, pero que tiene un parecido sorprendente con «Be a Clown» de Cole Porter de otro musical producido por MGM Freed, The Pirate (1948).
- «Beautiful Girl» que comprende «Tengo la sensación de que estás engañando» de Broadway Melody de 1936 (1935),  «La boda de la muñeca pintada» de The Broadway Melody (1929),  «¿Debería?» de Lord Byron de Broadway (1930) y «Beautiful Girl» de Stage Mother (1933)
- «Estabas destinado a mí» de The Broadway Melody (1929)
- «Eres mi estrella de la suerte» de Broadway Melody de 1936 (1935)
- «Moses Supposes» (música de Roger Edens, letra de Comden y Green), de una versión de 1944 basada en el trabalenguas del mismo título .
- «Buenos días» de Babes In Arms (1939)
- «¿Lo harías?» de San Francisco (1936)
- «Broadway Melody» compuesta por «The Broadway Melody» de The Broadway Melody (1929)  y «Broadway Rhythm» de Broadway Melody of 1936 (1935).  La música de la sección «Broadway Ballet» es de Nacio Herb Brown.

## Reparto
- Gene Kelly - Don Lockwood
- Debbie Reynolds - Kathy Selden
- Donald O'Connor - Cosmo Brown
- Jean Hagen - Lina Lamont
- Millard Mitchell - R. F. Simpson
- Douglas Fowley - Roscoe Dexter
- Rita Moreno - Zelda Zanders

## Otras notas

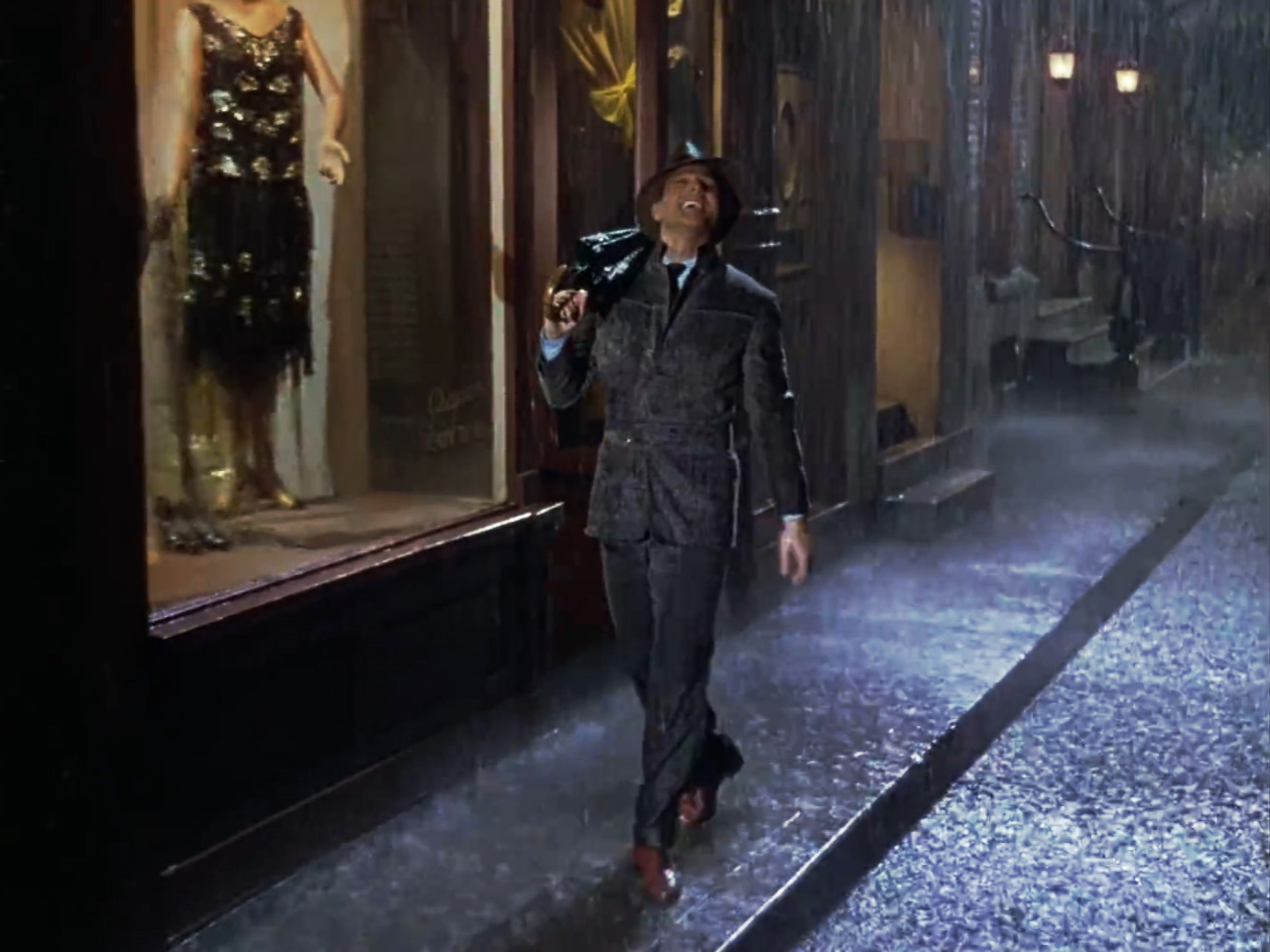
La célebre escena de Gene Kelly bailando bajo la lluvia no estaba en el guion original.

- La paradoja de esta película, que es cine dentro del cine, fue que la actriz que en realidad dobla a Debbie Reynolds fue Jean Hagen, durante la secuencia del caballero duelista, la actriz a quien en la ficción dobla ésta.

- La célebre escena de Gene Kelly bailando bajo la lluvia no estaba en el guion original, en el primer borrador iba a ser cantada por Reynolds, O'Connor, y Kelly en su vuelta de la presentación de 'El Caballero Duelista'. Durante el rodaje de esta misma escena, Gene Kelly, el protagonista se encontraba con 39 grados de fiebre.[9] Una leyenda común es que Kelly rodó la canción entera en una sola toma, gracias a varias cámaras situadas en diferentes lugares predeterminados, aunque en realidad la secuencia tomo 2-3 días.[10] Otro mito es que la lluvia estaba hecha mezclando agua y leche, para un mayor efecto visual en la cámara; el efecto visual deseado se consiguió, aunque con dificultad, gracias a efectos de contraluz.[11][12]

- Se utilizaron escenas filmadas de «Los tres mosqueteros» para incluirlas como parte de «El truhán real», la película de cine mudo con la que se abre la película.[cita requerida]

- Después de un número musical, Gene Kelly ayudó a Debbie Reynolds por su falta de experiencia en el baile. Por las noches Kelly la encerraba en un cuarto para ensayar durante horas. Cuando acabó el número de Good Morning, los pies de Reynolds estaban lastimados. Años más tarde Debbie Reynolds agradeció las enseñanzas de Kelly en el baile, pues sin ellas no hubiera podido continuar con su carrera.[13][14] Tiempo después, Debbie Reynolds dijo que hacer Cantando bajo la lluvia y dar a luz fueron las dos experiencias más difíciles de su vida.[15]

- La escena de baile de Gene Kelly y Cyd Charisse perteneciente al número musical «Broadway Melody», en la que Charisse interpreta a una atractiva mujer que intenta seducir con su danza a Kelly, fue considerada de alto contenido erótico para la época debido al roce corporal y los movimientos que había en la misma. Por esta razón, después de la edición final de la película, se recortaron unos segundos de la secuencia de baile, por considerarse muy sexual un movimiento realizado por ambos bailarines. La escena recortada es fácilmente distinguible y notable en la película, pero dicho recorte fue parcialmente disimulado con la pista musical. Por otra parte, otro pequeño inconveniente que surgió con la escena fue la diferencia de estatura que había entre ambos bailarines, puesto que Cyd Charisse era una mujer bastante alta y Gene Kelly un hombre de una estatura media baja. Sumado a esto, Charisse debía llevar tacones, incrementando aún más dicha diferencia, quedando algo antiestética, especialmente en las partes en que los dos bailarines bailaban muy cerca o cuerpo a cuerpo. Esto fue cuidadosamente disimulado, de manera que, según puede apreciarse en la película, en los momentos en que Charisse se acerca mucho a Kelly, tiene sus rodillas levemente semiflexionadas.[cita requerida]

- Donald O'Connor tuvo que ser hospitalizado tras hacer la secuencia de Make 'Em Laugh.[10]

- Tras el estreno, fue considerada como una de las mejores películas de todos los tiempos, y el baile de Kelly se convirtió en un icono, porque no es fácil el baile zapateado en la calle cuando llueve.

## Premios
Oscar 1952
Globo de Oro 1952
A pesar de estar considerada entre las mejores películas de la historia del cine, Cantando bajo la lluvia no obtuvo ningún premio de la Academia. Únicamente Donald O'Connor obtendría el Globo de Oro al mejor actor en una comedia o musical.
| Categoría                                  | Persona       | Resultado  |
| ------------------------------------------ | ------------- | ---------- |
| Mejor actriz de reparto                    | Jean Hagen    | Nominación |
| Mejor orquestación de una película musical | Lennie Hayton | Nominación |